# 戒能通孝
戒能 通孝（かいのう みちたか、1908年（明治41年）5月30日 - 1975年（昭和50年）3月22日）は、日本の法学者。専門は民法。早稲田大学教授、旧東京都立大学教授などを歴任。弁護士。

## 来歴・人物
1908年、長野県飯田市生まれ。本籍は愛媛県。父は旧制飯田中学教師として飯田に赴任した。1927年、第五高等学校卒、1930年、東京帝国大学卒。法学博士。
師は穂積重遠、末弘厳太郎。在学中セツルメント法律相談部に参加。
満鉄調査部の宮崎正義が率いる日満財政研究会に、当時、東京帝国大学経済学部助手だった古賀英正（後の作家南條範夫）らとともに参加。軍による東亜支配を経済的に支える統制経済計画の策定に深く関与する。
戦後、東京裁判で鈴木貞一の補佐弁護人を務めた。また、民主主義科学者協会法律部会や日本法社会学会の設立･発展に貢献した。
1947年、『入会の研究』で毎日出版文化賞受賞。1949年、早稲田大学教授。1954年、東京都立大学 (1949-2011)教授。
1956年3月16日の第24回国会衆議院内閣委員会・憲法調査会法案公聴会では公述人として「内閣が法律が憲法違反であるかを調査することは可能だが、憲法を批判する権利、憲法改正を発議する権利は内閣法第5条の規定から見てもない」と述べる。1964年、都立大学教授を辞任し弁護士登録、小繋事件（こつなぎじけん）の農民側弁護人となる。1968年、金嬉老事件の弁護団長として、弁護を引き受ける。1969年、東京都公害研究所（現・東京都環境公社東京都環境科学研究所）初代所長に就任。
民法を専門とし業績は多いが、入会権の研究では弁護士としても活躍した。著作集全8巻がある（1947～1952年までの作品のほとんどは2012年に慈学社から刊行された論文集『近世の成立と神権説』に収録されている）。
2008年に生誕100年を記念して『法律時報』誌に執筆した「法律時評」をすべて収録した『法律時評―1951-1973』が刊行された。その書評が『環境と公害 Vol.38 No.3』（岩波書店）に清水誠の手により執筆されており、戒能通孝と環境問題について論じられており、また、『法と民主主義 No.462』（日本民主法律家協会）には、大石進による書評「戒能通孝　批判精神の軌跡」が掲載され、戒能通孝の人となりが行き届いた筆で描かれている。
戒能通厚（名古屋大学名誉教授、早稲田大学法学部教授）は実子。戒能通弘（同志社大学法学部准教授）は孫。戒能民江（お茶の水女子大学教授）は息子戒能通厚の妻。

## 著書

### 単著
- 『債権各論講義案』中央大学教務課、1935年。
- 『支那土地法慣行序説 北支農村に於ける土地所有権と其の具体的性格』東亜研究所第六調査会学術部委員会、1942年3月。
- 『債権各論』巌松堂書店、1942年5月。
- 『財産法研究に於ける二三の問題』日本法理研究会〈日本法理叢書 第17輯〉、1942年8月。
- 『法律社会学の諸問題』日本評論社、1943年1月。
- 『入会の研究』日本評論社、1943年9月。
- 『北支農村に於ける慣行概説』東亜研究所〈資料 甲 第37号C〉、1944年10月。
- 『民法入門 市民法としての民法』巌松堂書店、1947年10月。
- 『近世の成立と神権説』明善書房、1947年8月。
- 『古典的世界の没落と基督教』雄鶏社、1948年5月。
- 『群衆の悲劇 現代史の断面』穂高書房、1948年9月。
- 『社会生活と家族法 家族の制度と奴隷の制度』朝倉書店、1949年1月。
- 『民主主義のはなし』三省堂出版〈社会科文庫 C6〉、949-08。
- 『法律の階級性』弘文堂〈アテネ文庫 106〉、1950年4月。
- 『暴力 日本社会のファッシズム機構』日本評論社、1950年4月。
- 『インテリゲンチァ』改造社、1950年6月。
- 『法廷技術』日本評論社〈法律学体系 第2部 法学理論篇 146〉、1950年6月。
- 『著作権』日本評論社〈法律学体系 第2部 法学理論篇 102〉、1950年9月。
- 『市民の自由 基本的人権と公共の福祉』日本評論社、1951年3月。
- 『証拠と弁論 法廷技術の実践事例』日本評論社〈法律学体系 第2部 法学理論篇 146a〉、1951年8月。
- 『自白と裁判』日本評論社〈法律学体系 第2部 法学理論篇 137〉、1951年3月。
- 『裁判』岩波書店〈岩波新書 63〉、1951年5月。ISBN 9784004100560。
- 『法律講話』日本評論新社〈法律学体系 法律講話篇 3〉、1952年9月。
- 『法廷技術』岩波書店、1952年10月。
- 『自由と恐怖』要書房、1952年11月。
- 『市民の自由 基本的人権と公共の福祉』新評論社、1952年12月。
- 『群衆』要書房、1953年3月。
- 『法律入門』岩波書店〈岩波新書 青版 195〉、1955年2月。
- 『民法学概論』日本評論新社、1956年3月。
- 『民主主義』三省堂出版、1956年。
- 『法律 その日その月』一粒社、1957年4月。
  - 『法律 その日その月 2(1958-1961)』一粒社、1962年9月。
  - 『法律 その日その月 3(1962-1964)』一粒社、1965年6月。
  - 『法律 その日その月 4(1965-1967)』一粒社、1968年6月。
- 『法律パズル 日常生活の法律問答』日本評論社、1962年12月。
- 『小繋事件 三代にわたる入会権紛争』岩波書店〈岩波新書〉、1964年2月。ISBN 9784004100591。
- 『自由と権利の法構造』日本評論社、1965年4月。
- 『いかに生き、いかに学ぶか』講談社〈講談社現代新書 98〉、1966年12月。ISBN 9784061154988。
- 『古典的世界の没落と基督教』新泉社〈叢書名著の復興 9〉、1969年1月。
- 『公害の法社会学』三省堂〈三省堂ブックス 17〉、1971年1月。
- 『社会生活と家族法 家族の制度と奴隷の制度』クレス出版〈「家族・婚姻」研究文献選集 戦後篇4〉、1990年10月。
- 『公害とはなにか』実教出版〈J・JECブックレット 1〉、1994年6月。ISBN 9784407029529。
- 『法律時評 1951-1973』慈学社出版、2008年3月。ISBN 9784903425320。
- 『法律講話』慈学社出版、2011年4月。ISBN 9784903425672。
- 『近世の成立と神権説』慈学社出版、2012年2月。ISBN 9784903425689。

### 編集
- 『法律学入門』一粒社、1952年4月。
- 『法律学辞典』弘文堂〈アテネ文庫 203〉、1953年1月。
- 『統治機構と政治運動』岩波書店〈日本資本主義講座 戦後日本の政治と経済 第3巻〉、1953年11月。
- 『岩波小辞典法律』岩波書店、1955年9月。
- 『国と家』毎日新聞社〈毎日ライブラリー〉、1955年1月。
- 『日本の裁判』法律文化社〈新文化選書 25〉、1956年2月。
- 『裁判』毎日新聞社〈毎日ライブラリー〉、1959年9月。
- 『警察権』岩波書店、1960年2月。
- 『小繋裁判 最高裁判所における小繋事件の弁論記録』日本評論社、1965年9月。
- 『公害法の研究』日本評論社、1969年12月。
- 『環境破壊』東洋経済新報社〈現代に生きる 5〉、1971年11月。

### 共編
- 戒能通孝・伊藤正己共編 編『プライヴァシー研究』日本評論新社、1962年8月。

### 記念論集
- 『日本の裁判 戒能通孝博士還暦記念論文集』日本評論社、1968年12月。

### 戒能通孝著作集
- 『天皇制・ファシズム』 第1巻、日本評論社、1977年5月。
- 『人権』 第2巻、日本評論社、1977年2月。
- 『裁判』 第3巻、日本評論社、1977年4月。
- 『所有権』 第4巻、日本評論社、1977年8月。
- 『入会』 第5巻、日本評論社、1977年6月。
- 『家族』 第6巻、日本評論社、1977年7月。
- 『法社会学』 第7巻、日本評論社、1977年7月。
- 『公害』 第8巻、日本評論社、1977年9月。